# William David Lowery
William David Lowery (ur. 2 maja 1947 w San Diego) – amerykański polityk, członek Partii Republikańskiej.

## Działalność polityczna
Od 1977 był radnym, a od 1979 również zastępcą burmistrza miasta San Diego. W okresie od 3 stycznia 1981 do 3 stycznia 1993  był przez sześć kadencji przedstawicielem 41. okręgu wyborczego w stanie Kalifornia w Izbie Reprezentantów Stanów Zjednoczonych.